# Aimé Barelli
 (février 2012).
Si vous disposez d'ouvrages ou d'articles de référence ou si vous connaissez des sites web de qualité traitant du thème abordé ici, merci de compléter l'article en donnant les références utiles à sa vérifiabilité et en les liant à la section « Notes et références ».
Aimé Barelli est un chef d'orchestre, compositeur, chanteur et trompettiste de jazz  français, né le 1er mai 1917 à Lantosque (Alpes-Maritimes) et mort le 13 juillet 1995 à Monaco.

## Biographie
Aimé Barelli commence sa carrière de trompettiste à l'âge de 16 ans au Palais de la Méditerranée à Nice. Par la suite, il est engagé au Palm Beach de Cannes.
Au début de la guerre 39-45, on le retrouve à Paris dans l'orchestre de Fred Adison. Ce dernier était alors l'un des grands concurrents de l'orchestre de Ray Ventura.
Aimé Barelli rejoint en juin 1940, Raymond Legrand, qui n'a pas hésité à remplacer Ray Ventura (ce dernier ayant dû se réfugier à l'étranger, à la suite des persécutions anti-juives).
En parallèle, il forme dès 1940 le Jazz de Paris avec Hubert Rostaing, Jerry Mengo et Alix Combelle.
En 1941, il enregistre au sein de la formation de Django Reinhardt : Django's Music.
Il reste dans l'orchestre de Raymond Legrand jusqu'en 1944, où il fait la connaissance de Lucienne Delyle qui deviendra sa femme.
En 1944, il crée son propre grand orchestre, qui par la suite comprendra jusqu'à 26 musiciens. Après-guerre, il reprend le style des orchestres américains. Il se produit entre autres en 1946 à L'Aiglon, puis jusqu'en 1948 aux Ambassadeurs.
En 1949, il s'installe à Monaco où il exerce ses talents de musicien devant des publics internationaux et privilégiés. Réputé pour l'excellence et le particularisme de sa sonorité[réf. nécessaire], il anime avec sa formation pendant de longues années les soirées du Casino du Sporting Club de Monaco. Certains artistes qui accèdent plus tard à la notoriété en solo y font leurs premiers pas en tant que chanteurs ou musiciens: José Bartel au chant, Claude François aux congas et André Ceccarelli qui débute à la batterie recommandé par son père, à l'âge de 15 ans.
Aimé Barelli et Lucienne Delyle ont une fille, Minouche Barelli (1947-2004), qui a été la chanteuse de sa formation pendant une année.
Après la mort de sa femme en 1962, il se remarie en 1968 avec la danseuse britannique Margareth Boalch qui lui donnera deux autres enfants.
Aimé Barelli meurt le 13 juillet 1995, à l'âge de 78 ans.

## Interprétations (airs ou chansons)
- Quel temps fait-il à Paris ? (1953)

## Filmographie (acteur)
- 1961 : Qui ose nous accuser ? de Serge Komor
- 1951 : Les joyeux pèlerins de Fred Pasquali
- 1950 : La Petite Chocolatière de André Berthomieu : Le chef d'orchestre (et son orchestre)
- 1942 : Fièvres de Jean Delannoy : petit rôle (non crédité)
- 1941 : Chèque au porteur de Jean Boyer : petit rôle (non crédité)